# Satrio Hermanto

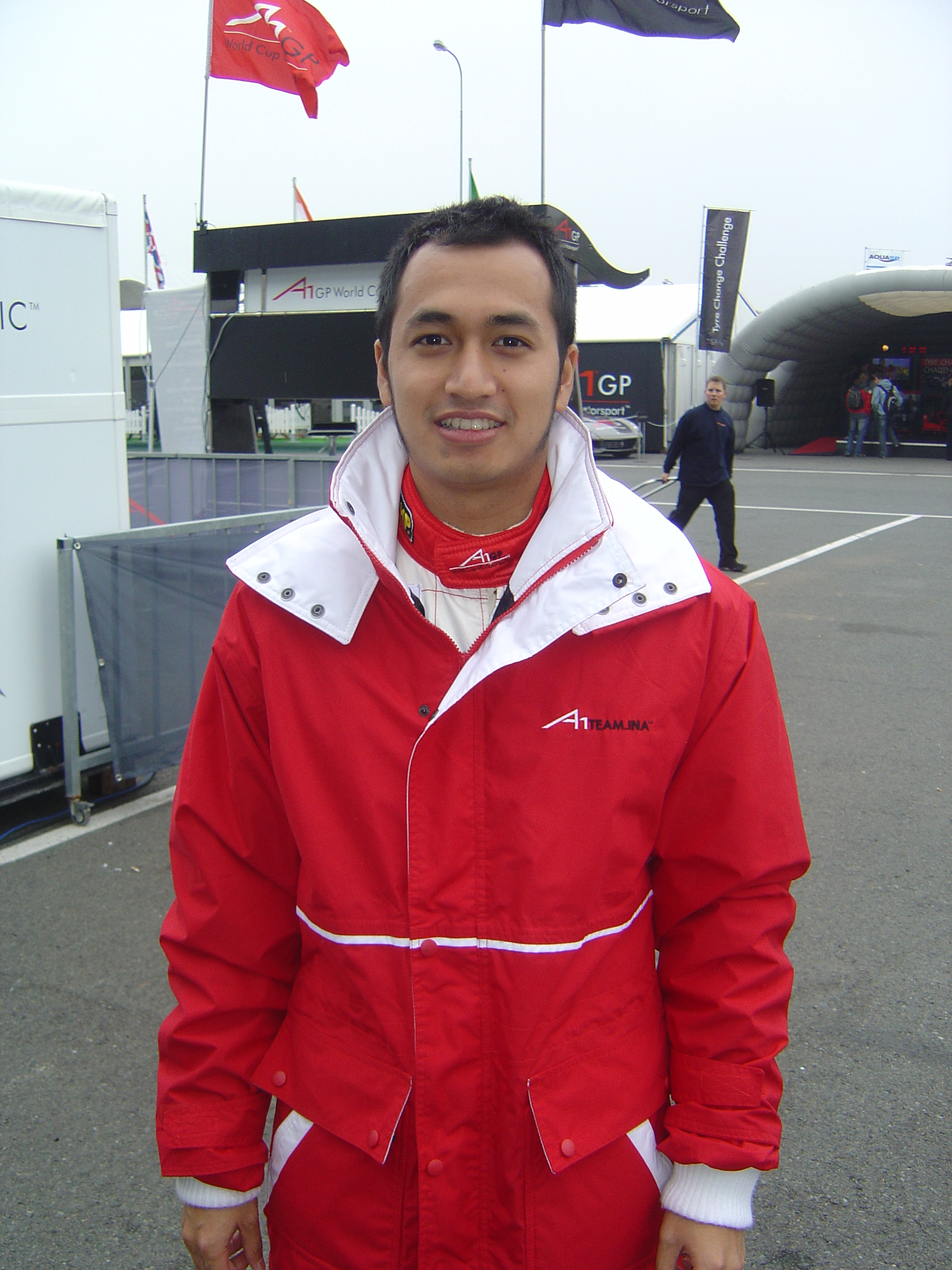
Satrio Hermanto 2007

Adil Satryaguna „Satrio“ Hermanto (* 29. Juni 1984 in Jakarta) ist ein ehemaliger indonesischer Autorennfahrer. Er ist ein Bruder des Autorennfahrers Bagoes Hermanto.

## Karriere
Hermanto begann seine Motorsportkarriere 1994 im Kartsport, in dem er bis 1997 aktiv war. Er gewann 1995 und 1997 die indonesische ICA-Kartmeisterschaft. 1998 trat er im Tourenwagensport an und gewann die zweite Division der Timor One Make Series. 1999 debütierte er im Formelsport und wurde Vizemeister der Formel Asia. Nach weiteren Jahren im Kartsport, kehrte Hermanto 2006 in den Formelsport zurück. Er wurde Siebter der asiatischen Formel-3-Meisterschaft und gewann die Promotion Class.
2007 ging Hermanto in der asiatischen Formel Renault V6 an den Start. Während sein Teamkollege James Winslow den Meistertitel gewann, wurde Hermanto Dritter. Im anschließenden Winter 2007/2008 ging Hermanto für das indonesische Team in der A1 Grand Prix an den Start. Hermanto bestritt jedes Rennen und erzielte mit einem zehnten Platz als bestes Resultat nur einmal Punkte. Sein Team wurde 21. in der Teamwertung. In der anschließenden Saison 2008 nahm Hermanto nur an einem Rennen des deutschen Formel-3-Cups teil. Im Winter 2008/2009 war Hermanto erneut ein Pilot des indonesischen A1-Teams, das von seinem Bruder Bagoes Hermanto geleitet wurde. Er bestritt fünf Rennwochenenden und blieb ohne Punkte. Sein Teamkollege Zahir Ali, der die restlichen zwei Veranstaltungen absolvierte, holte drei Punkte. Anschließend nahm Hermanto 2009 an zwei Rennwochenenden der britischen Formel-3-Meisterschaft teil. Er trat in der nationalen Klasse an und wurde Achter in dieser Wertung.
Seit 2010 hat Hermanto an keiner internationalen Rennserie mehr teilgenommen.

## Statistik

### Karrierestationen
| - 1994–1997: Kartsport - 1998: Timor One Make Series, Division II (Meister) - 1999: Formel Asia (Platz 2) - 2004–2005: Kartsport | - 2006: Asiatische Formel 3 (Platz 7) - 2007: Asiatische Formel Renault V6 (Platz 3) - 2008: A1 Grand Prix - 2008: Deutsche Formel 3 | - 2009: A1GP - 2009: Britische Formel 3, nationale Klasse (Platz 8) |